# Debra Baptist-Estrada

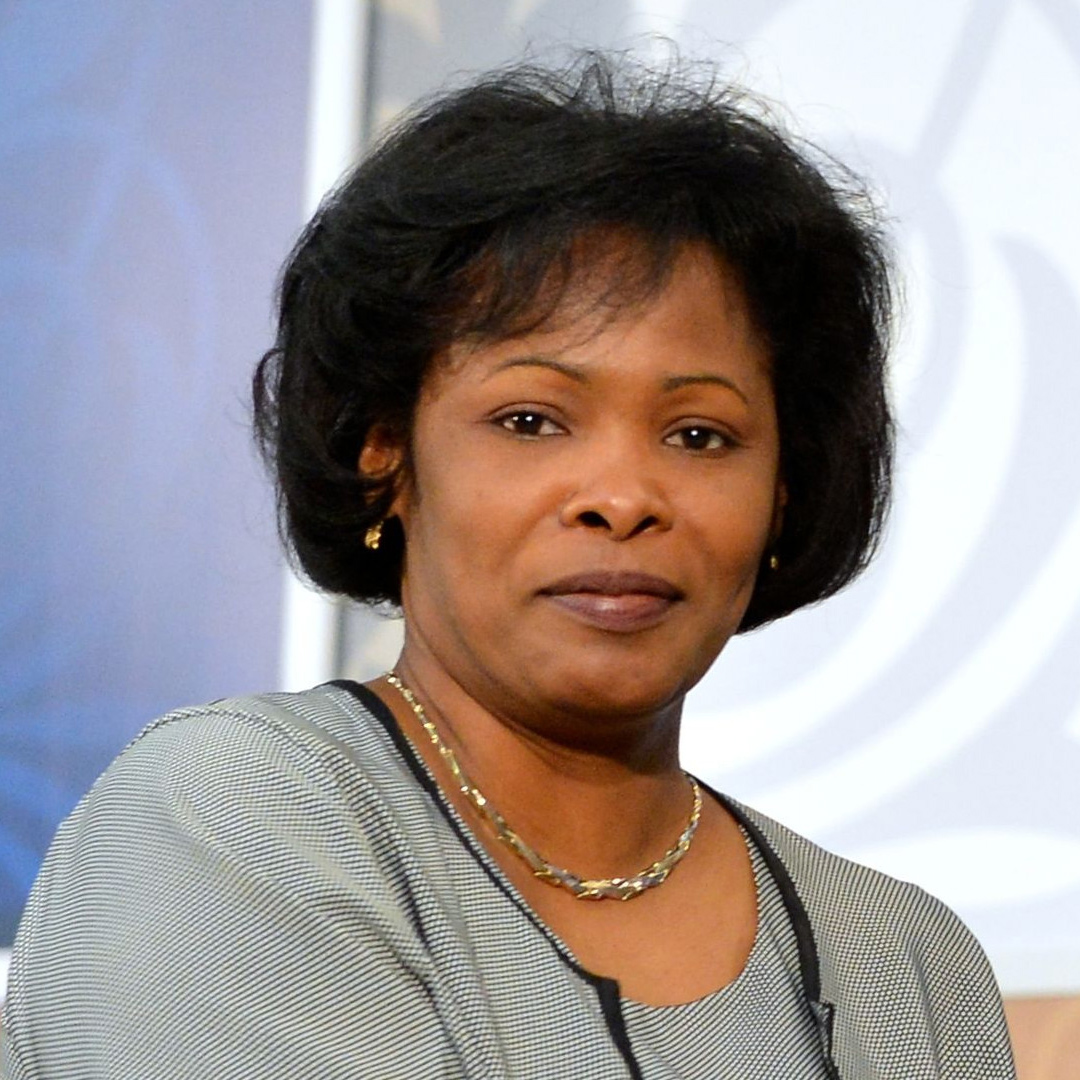

Debra Baptist-Estrada ist eine belizianische Zollbeamtin, die seit 2019 Direktorin der Einwanderungsbehörde in Belize ist. 2016 erhielt sie den International Women of Courage Award.

## Leben
Estrada hat einen Associate Degree und wurde Hafenkommandantin des Philip S. W. Goldson International Airport, dem internationalen Flughafen von Belize City. Mitte der 1990er Jahre begann sie in der Einwanderungsabteilung des Flughafens zu arbeiten. Im Jahr 2015 entdeckte sie eine Schmuggelorganisation, die für US-Behörden von Interesse war, da sie Drogen und Menschen in die USA und nach Europa schmuggelte. Anschließend arbeitete sie im Sicherheitsbereich an der Nordgrenze von Belize.
2016 wurde sie nach Washington, D.C. eingeladen, wo sie vom US-Außenminister John Kerry den International Women of Courage Award erhielt. Der Preis wird seit 2007 an weibliche Führungspersönlichkeiten vergeben. Die Verleihung erfolgte am Internationalen Frauentag.
2019 wurde sie vom Kabinett in Belize als neue Direktorin der Einwanderungsbehörde bestätigt. Die Ernennung erfolgte, obwohl es akademisch besser qualifizierte Kandidaten gab. Im darauffolgenden Jahr wurde die Einwanderung zu einem wichtigen Thema, als belizianische Touristen im März aufgrund der COVID-19-Pandemie in ihr Land zurückkehrten. Baptist-Estrada versicherte allen im Ausland befindlichen belizischen Touristen eine Rückkehr in ihr Heimatland, forderte aber allerdings auch, dass sie nach der Rückreise ihre Gesundheit überprüfen sollen.